# Artur Olejarz
Artur Olejarz (ur. 19 września 1988) – polski lekkoatleta specjalizujący się w biegach na średnich i długich dystansach.
Startował w 2007 na mistrzostwach Europy w biegach przełajowych. Odpadł w eliminacjach biegu na 3000 metrów z przeszkodami podczas młodzieżowych mistrzostw Europy w Kownie (2009).
Medalista mistrzostw Polski seniorów ma w dorobku jeden srebrny (Bydgoszcz 2010 – bieg przełajowy na 4 kilometrów) oraz dwa brązowe medale (Bydgoszcz 2012 – bieg przełajowy na 4 kilometrów i Poznań 2021 – bieg na 5000 metrów). W ciągu swojej kariery stawał na podium mistrzostw Polski juniorów oraz mistrzostw kraju młodzieżowców.
Rekord życiowy w biegu na 3000 metrów z przeszkodami: 8:38,44 (3 czerwca 2011, Bydgoszcz).

## Osiągnięcia
| Rok  | Impreza                                                                 | Miejsce   | Konkurencja                   | Lokata      | Wynik   |
| ---- | ----------------------------------------------------------------------- | --------- | ----------------------------- | ----------- | ------- |
| 2007 | Mistrzostwa Europy w biegach przełajowych                               | Toro      | bieg juniorów                 | 35. miejsce | 21:01   |
| 2009 | Młodzieżowe mistrzostwa Europy                                          | Kowno     | bieg na 3000 m z przeszkodami | eliminacje  | 9:02,43 |
| 2009 | Mecz lekkoatletyczny młodzieżowców Niemcy – Polska – Austria/Szwajcaria | Berlin    | bieg 3000m z przeszkodami     | 1. miejsce  |         |
| 2009 | Mistrzostwa Europy w biegach przełajowych                               | Dublin    | bieg młodzieżowców            | –           | DNF     |
| 2010 | Mistrzostwa Europy w biegach przełajowych                               | Albufeira | bieg młodzieżowców            | 21. miejsce |         |